# Aphelocoma californica
La ghiandaia occidentale (Aphelocoma californica (Vigors, 1839)) è un uccello passeriforme appartenente alla famiglia Corvidae.

## Etimologia
Il nome scientifico della specie, californica, rappresenta un chiaro riferimento all'areale di diffusione di questi uccelli, così come il loro nome comune.

## Descrizione

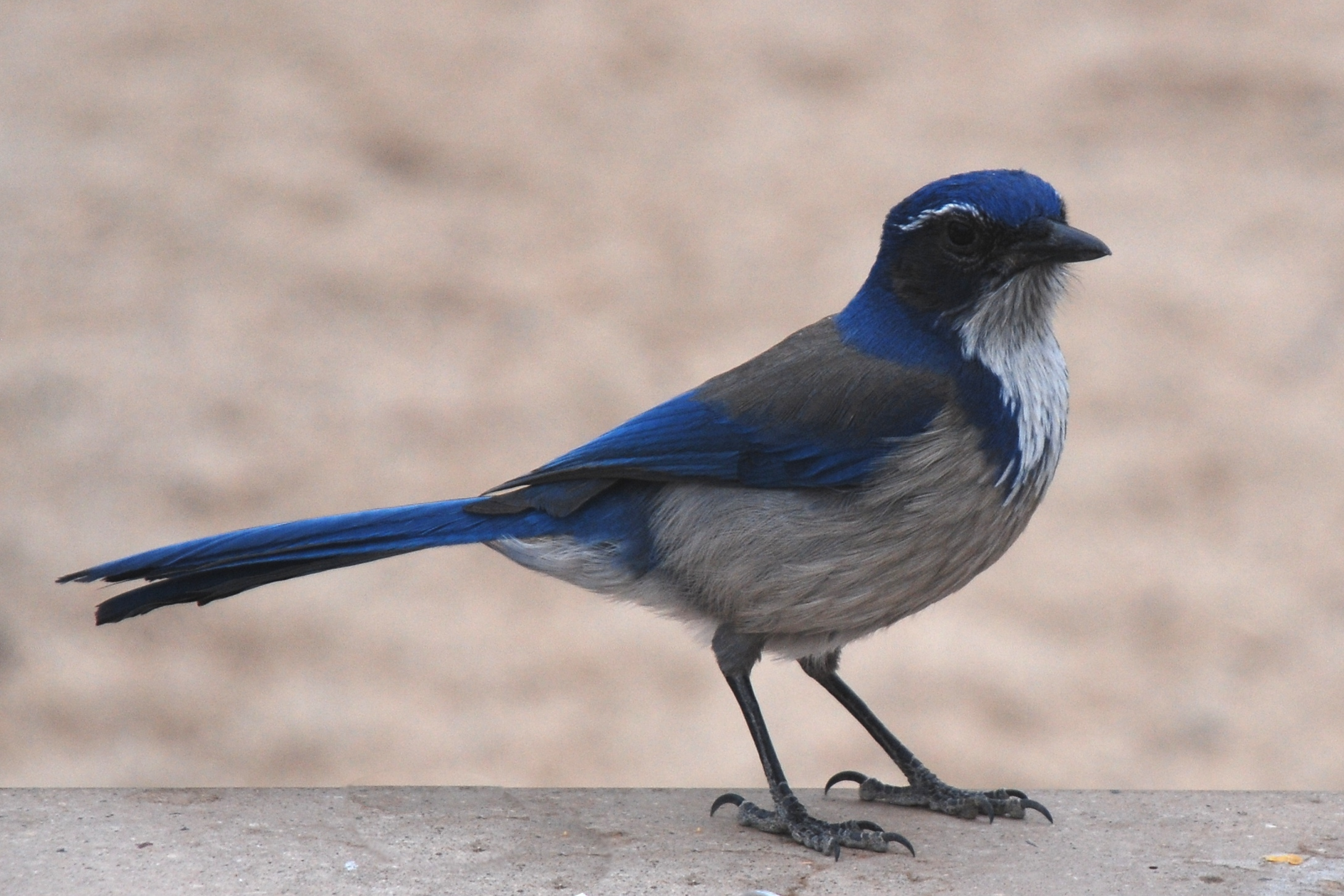
Esemplare nel parco nazionale del Joshua Tree.

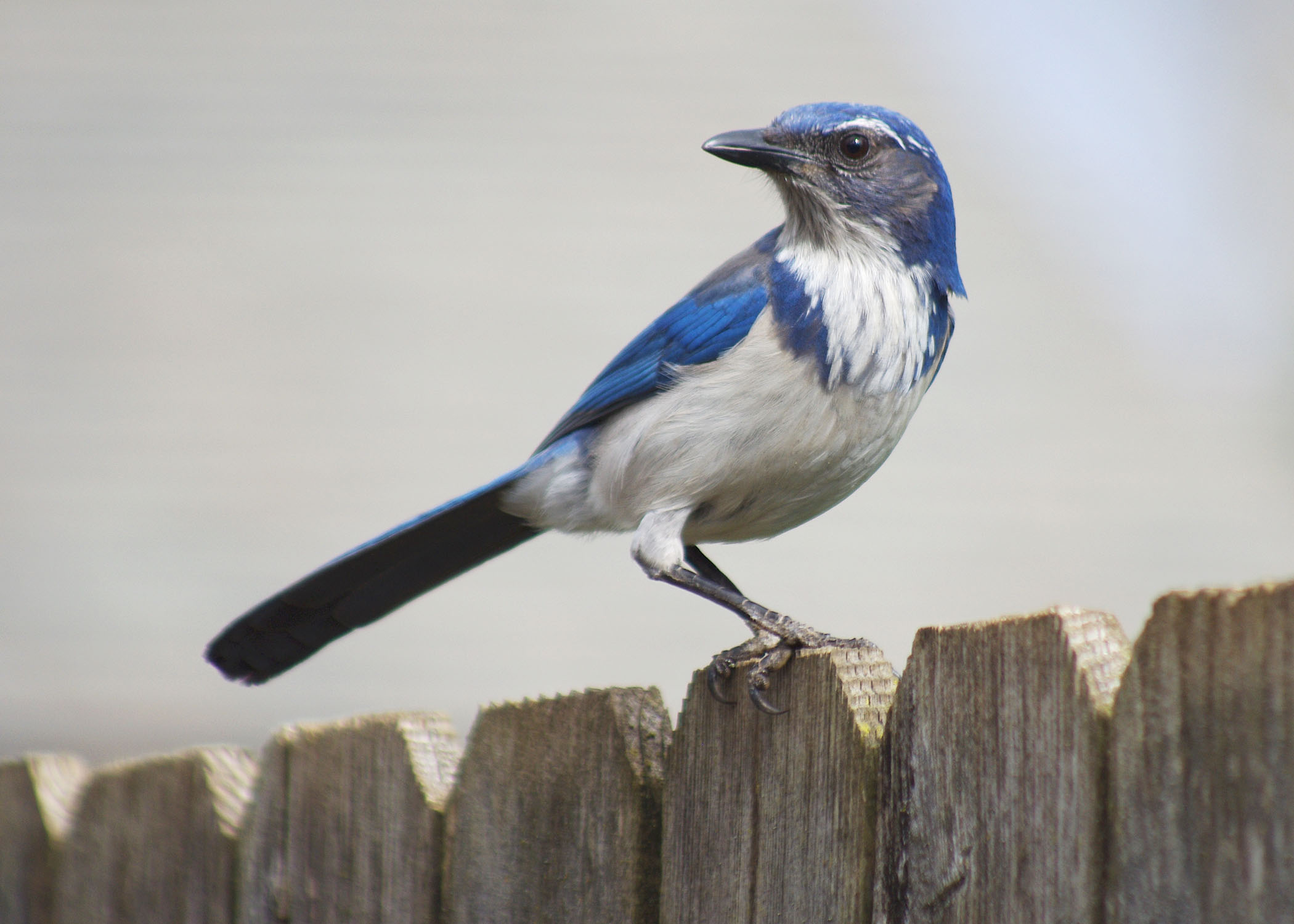
Esemplare nell'Oregon.

### Dimensioni
Misura 28-30 cm di lunghezza, per 70-100 g di peso.

### Aspetto
Si tratta di uccelli dall'aspetto massiccio, muniti di grossa testa squadrata e appiattita, becco conico e massiccio dalla punta lievemente adunca, ali arrotondate e digitate, forti zampe e lunga coda (quasi la metà del totale) dall'estremità squadrata: nel complesso, questi uccelli somigliano molto all'affine ghiandaia di Woodhouse, rispetto alla quale presentano colorazione dorsale più scura e banda pettorale maggiormente definita.
Il piumaggio si presenta di colore blu su fronte, vertice, nuca, spalle e lati del collo, così come sul codione, sulle ali e sulla coda (con le penne di quest'ultima che, come anche le remiganti, sono di un blu più scuro ed intenso), mentre il dorso è invece di color grigio-topo con sfumature azzurre.

L'area fra i lati del becco e le orecchie, così come le guance, sono di color carbone, a formare una maschera facciale sormontata superiormente da un sopracciglio bianco: la gola è di colore bianco, orlato inferiormente da una collana nero-bluastra, e di colore bianco sono anche il petto, il ventre (anche se con sfumature di color grigio-cenere), il sottocoda ed i fianchi.
Il becco e le zampe sono di colore nero: gli occhi sono invece di colore bruno scuro.

## Biologia

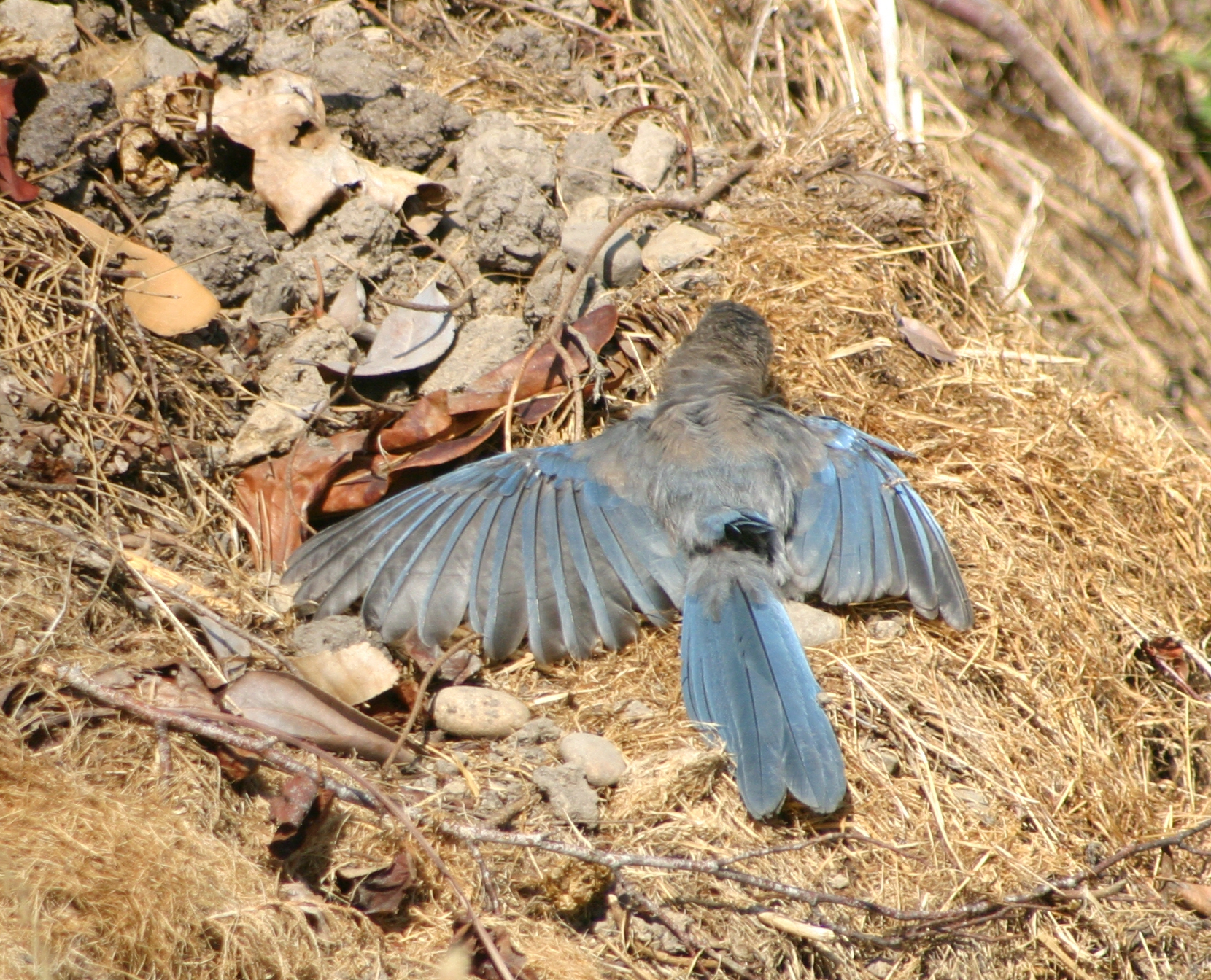
Esemplare prende il sole a West Linn.

Le ghiandaie occidentali sono uccelli dalle abitudini di vita essenzialmente diurne e gregarie, che vivono in gruppetti a base familiare o in piccoli stormi che possono arrivare a contare una ventina di individui: all'interno dei gruppi vige una gerarchia piuttosto fluida, coi maschi che dominano sulle femmine e a loro volta presentano dominanza per l'accesso alle fonti di cibo.
Si tratta di animali molto, vocali, che si tengono in contatto fra loro mediante almeno una quindicina di richiami, che vanno dagli aspri gracchi d'avvertimento emessi in caso del sopraggiungere di un intruso a versi ronzanti di contatto, passando attraverso un verso pigolante utilizzato per richiamate il partner.

La ghiandaia occidentale, in presenza di conspecifici morti, comincia inoltre ad emettere continuativamente per circa mezz'ora alti richiami (simili a quelli emessi per tenere a bada gli intrusi), volando frattanto di albero in albero ed alzando il tono del richiamo ad ogni emissione, attirando in tal modo i conspecifici presenti nella zona, che a loro volta si associano alle vocalizzazioni: questi uccelli sembrano presentare una forma di lutto, diminuendo la quantità di cibo ingerito dopo aver visto un conspecifico privo di vita.
Come quasi tutti i corvidi, anche la ghiandaia occidentale è un uccello molto intelligente; questi uccelli presentano rapporto fra massa cerebrale e corporea paragonabile a quello delle scimmie antropomorfe (uomo escluso) e dei delfini, presentando metacognizione (processo che nel regno animale si riteneva presente unicamente nell'uomo) e cognizione sociale.

### Alimentazione

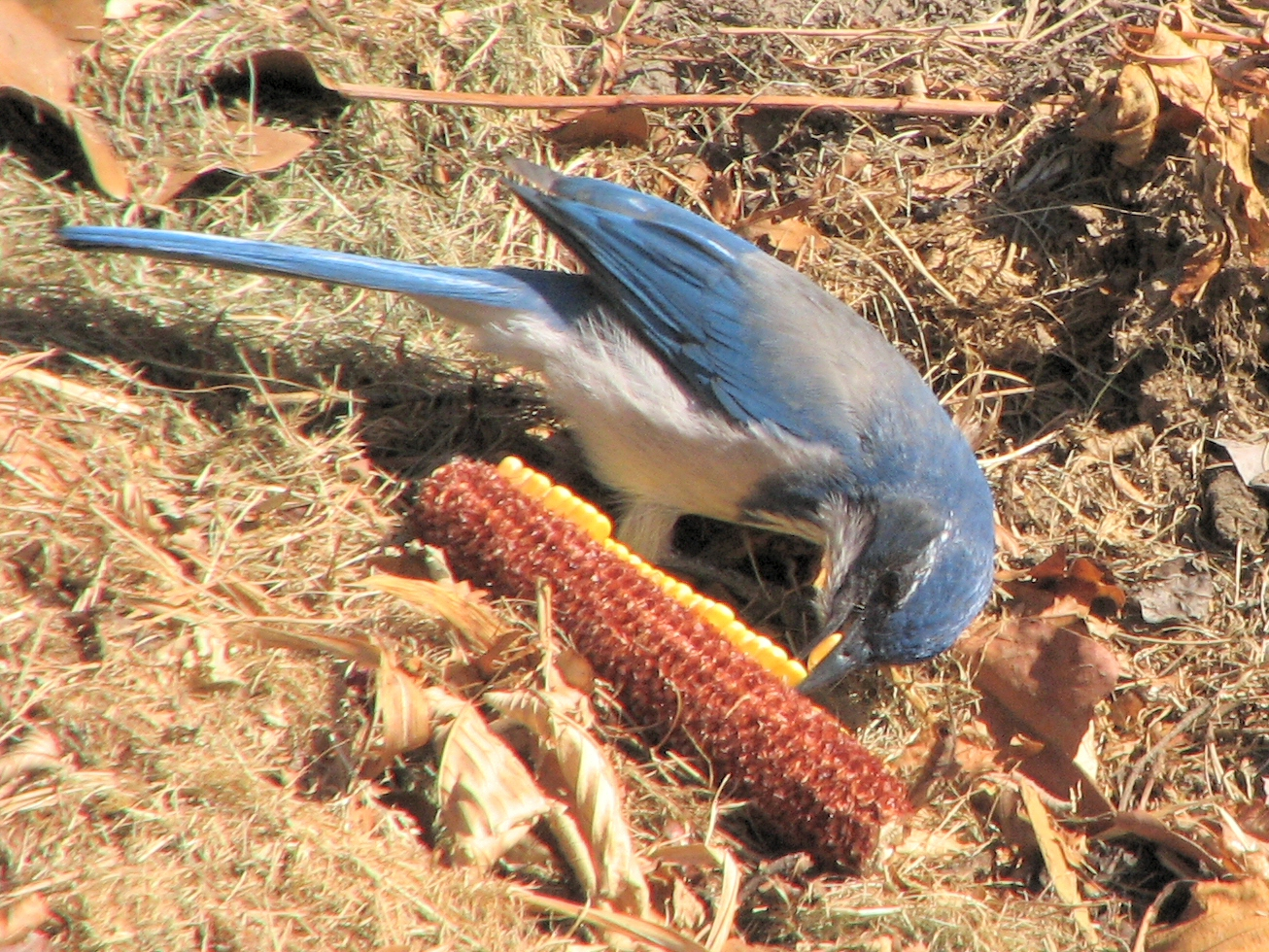
Esemplare pilucca da una pannocchia di mais.

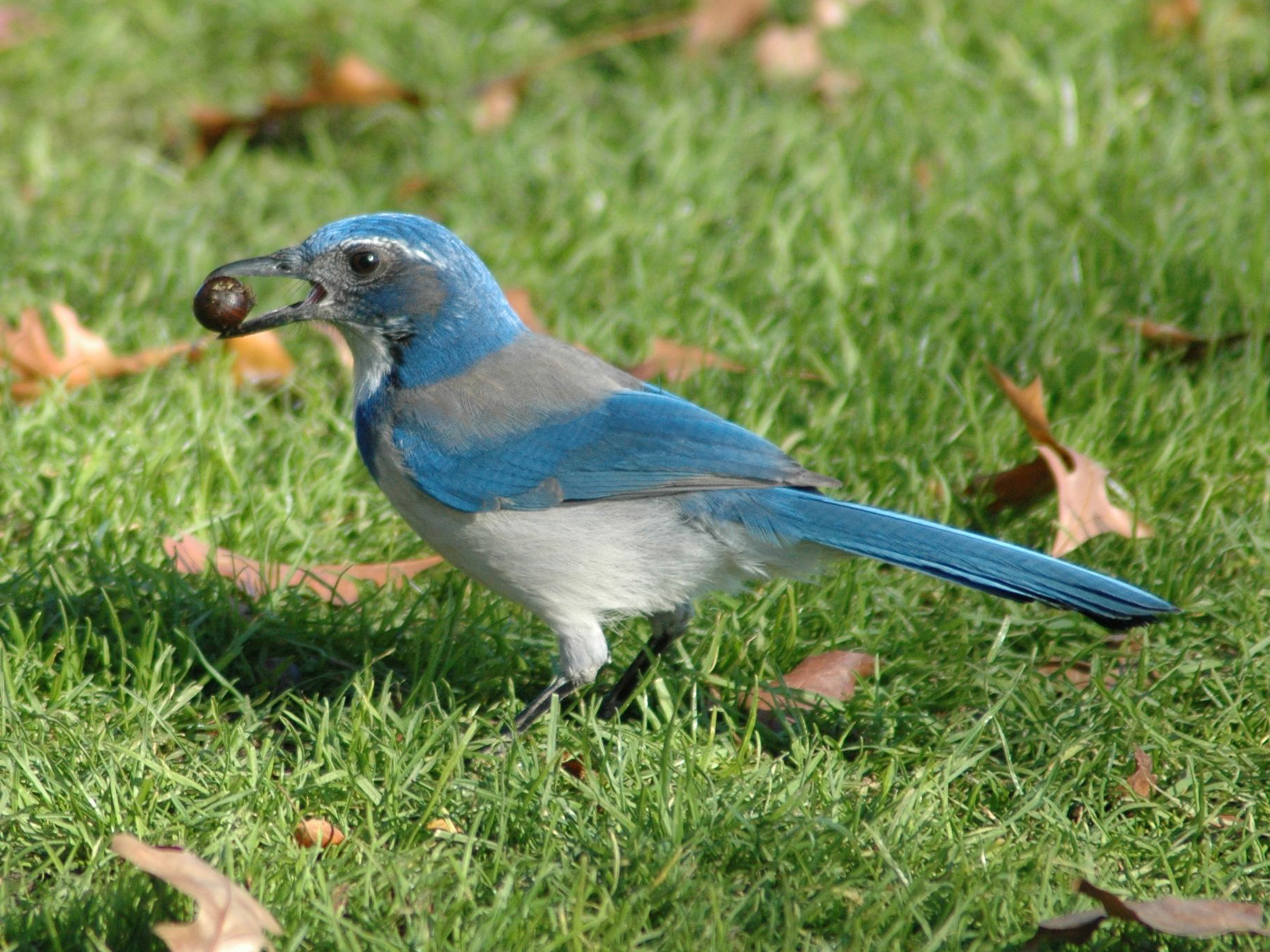
Esemplare con ghianda nel becco a Portland.

La ghiandaia occidentale è un uccello onnivoro ed opportunista, la cui dieta si compone di una grande varietà di materiale sia di origine animale che vegetale, con le proporzioni delle due componenti che variano a seconda del periodo dell'anno.
Durante l'autunno e l'inverno (da ottobre a febbraio), la dieta di questi uccelli si basa in maniera preponderante sulle ghiande e pinoli, mentre da maggio a luglio essi consumano principalmente frutta (in special modo ciliegie e prugne), bacche e granaglie: durante il mese di aprile, invece, anche a causa dell'aumentato fabbisogno energetico legato alla riproduzione la maggior parte della loro dieta si compone di materiale di origine animale (insetti come cavallette, coleotteri e falene, piccoli uccelli ed uova ottenute depredando i nidi, anfibi come la salamandra verme californiana, piccoli rettili come la lucertola delle palizzate occidentale).

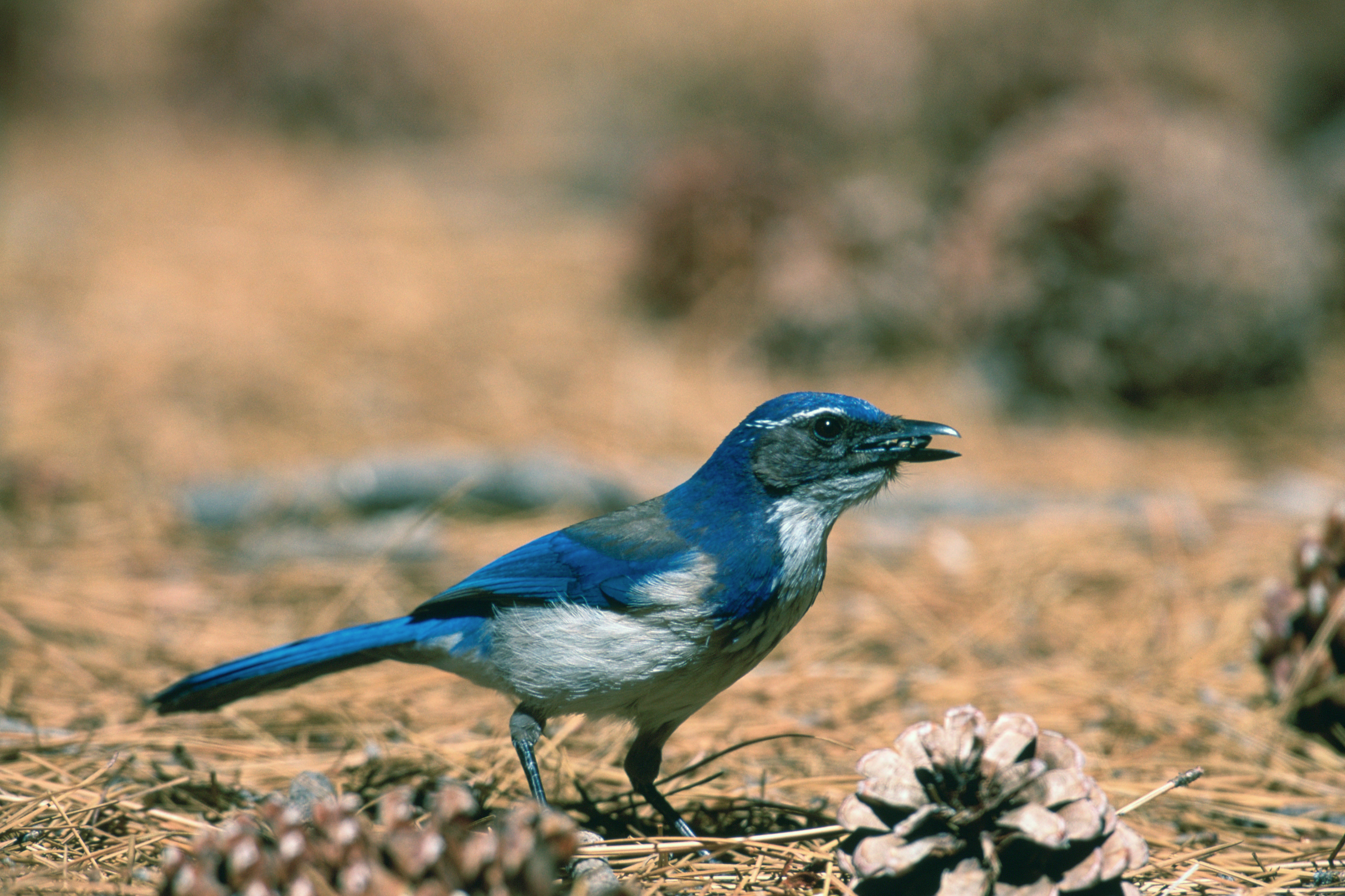
Esemplare stipa pinoli nel becco.

Questi uccelli presentano polimorfismo nella forma del becco: le popolazioni della foresta decidua temperata, infatti, presentano becco robusto e dalla punta maggiormente incurvata per meglio rompere la frutta a guscio, mentre le popolazioni della foresta di conifere presentano becco più sottile e appuntito, ottimo per divaricare le scaglie delle pigne. Inoltre, alla base della mandibola è presente un ispessimento del margine del becco, per meglio trattenere le prede serpentiformi al suolo.

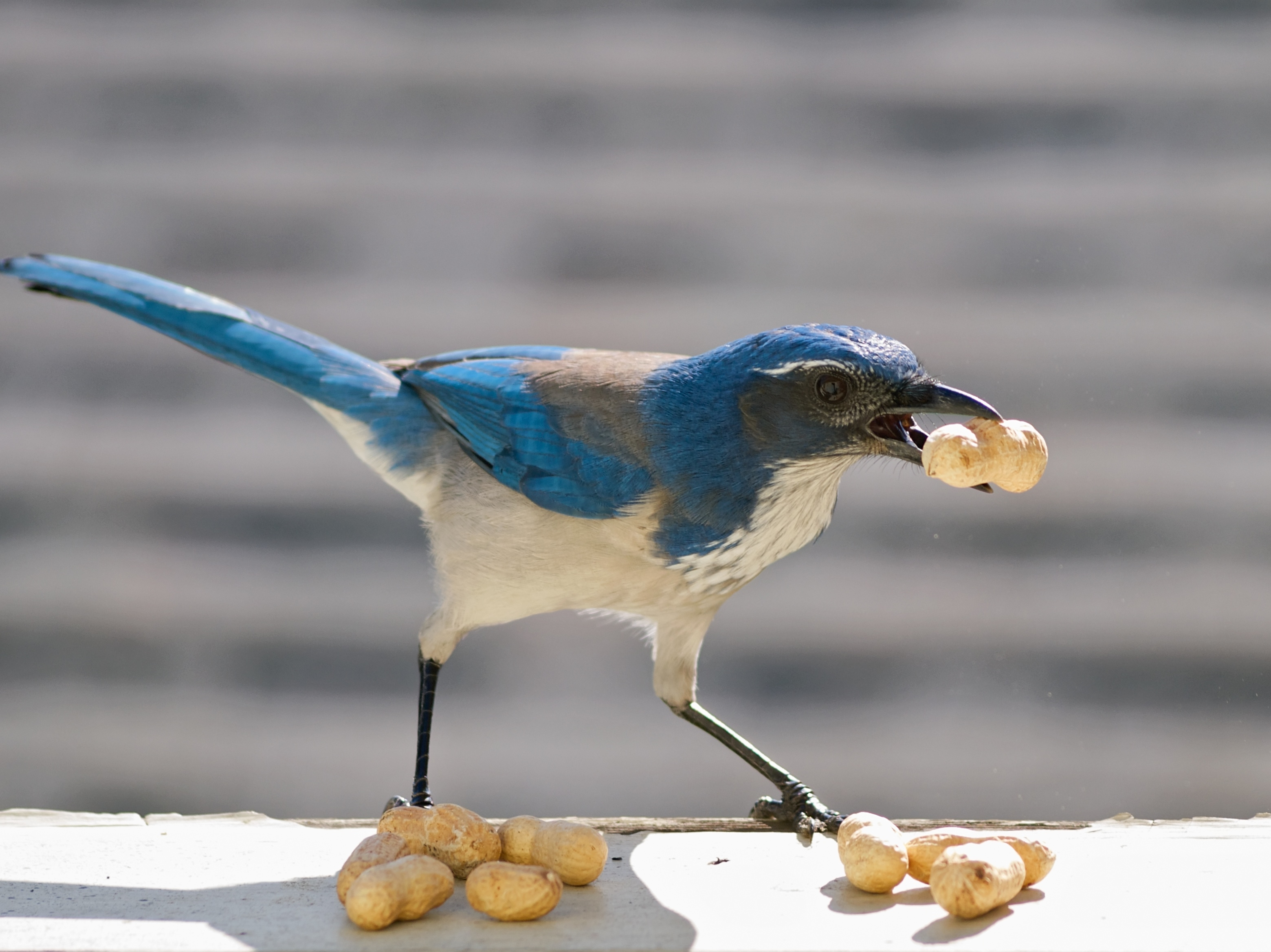
Esemplare si ciba di arachidi nei pressi di San Francisco.

Similmente a molte specie di corvidi, la ghiandaia occidentale è solita conservare il cibo in surplus raccolto durante il periodo caldo in buchi appositamente scavati nel terreno, dimostrando una memoria a lungo termine molto sviluppata nel reperire con grande accuratezza il cibo accumulato anche mesi prima in aree anche rese piuttosto differenti dal manto nevoso: questi uccelli possono nascondere inoltre il cibo sotto dei sassi o in cima ai lampioni, avendo cura di coprirlo con foglie e sassolini. Possono inoltre essere conservati allo stesso modo del cibo anche oggetti molto colorati o luccicanti, dai quali questi animali sono attratti, in maniera simile alle gazze.

Questi uccelli hanno una grande cura nel sincerarsi di non essere osservati da conspecifici mentre nascondono il cibo: le ghiandaie occidentali, infatti, sono solite rubarsi a vicenda il cibo accumulato per l'inverno, e a rubarlo ad altre specie che sono solite accumularne delle scorte (come il picchio delle ghiande). Non di rado, questo animale nasconde il cibo nel suolo, salvo poi tornare in un secondo momento per rimuoverlo e nasconderlo altrove.

### Riproduzione

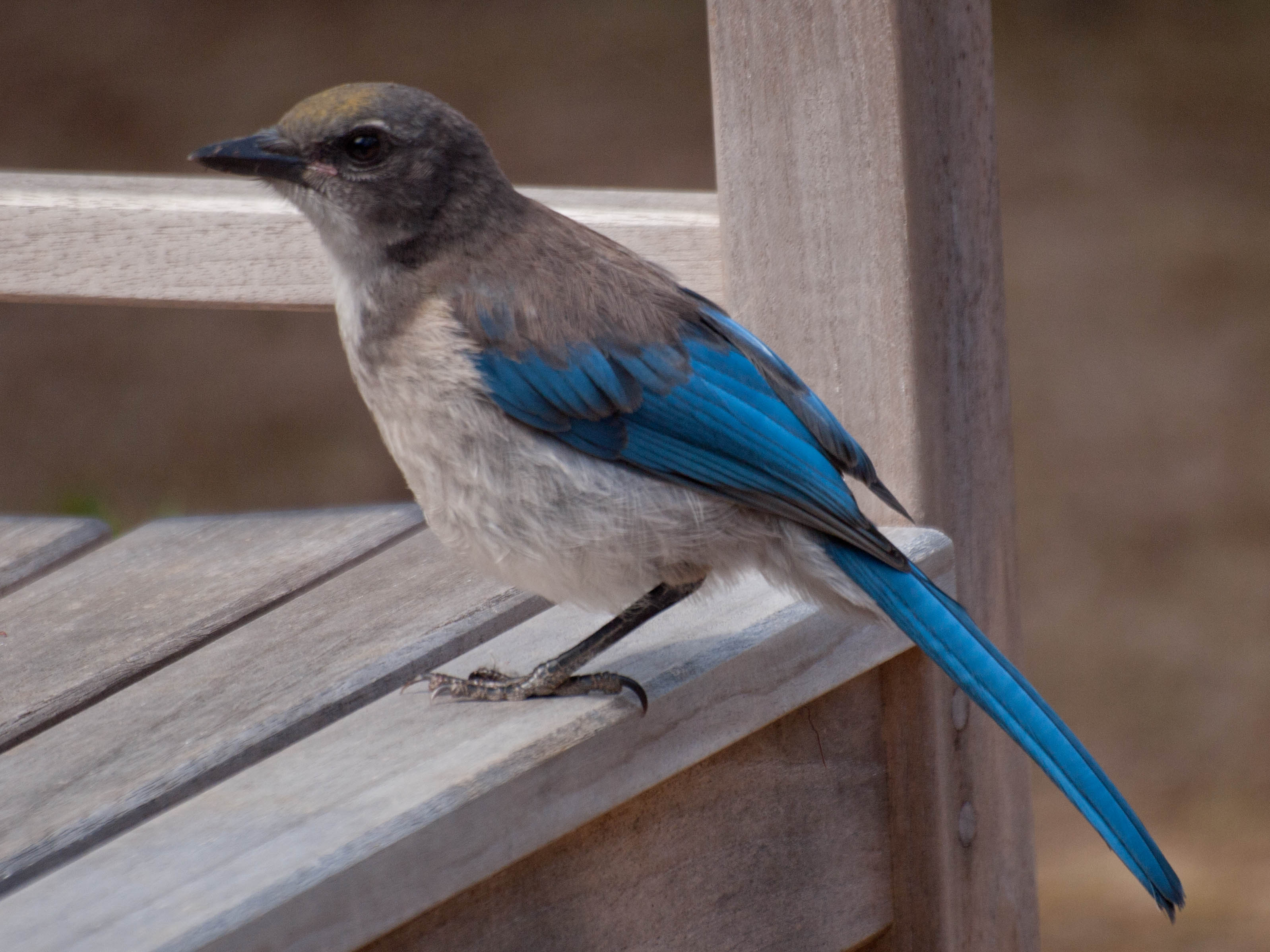
Giovane esemplare a Santa Cruz.

La ghiandaia occidentale è un uccello monogamo, le cui coppie rimangono insieme per la vita, rafforzando il loro legame tramite il grooming.

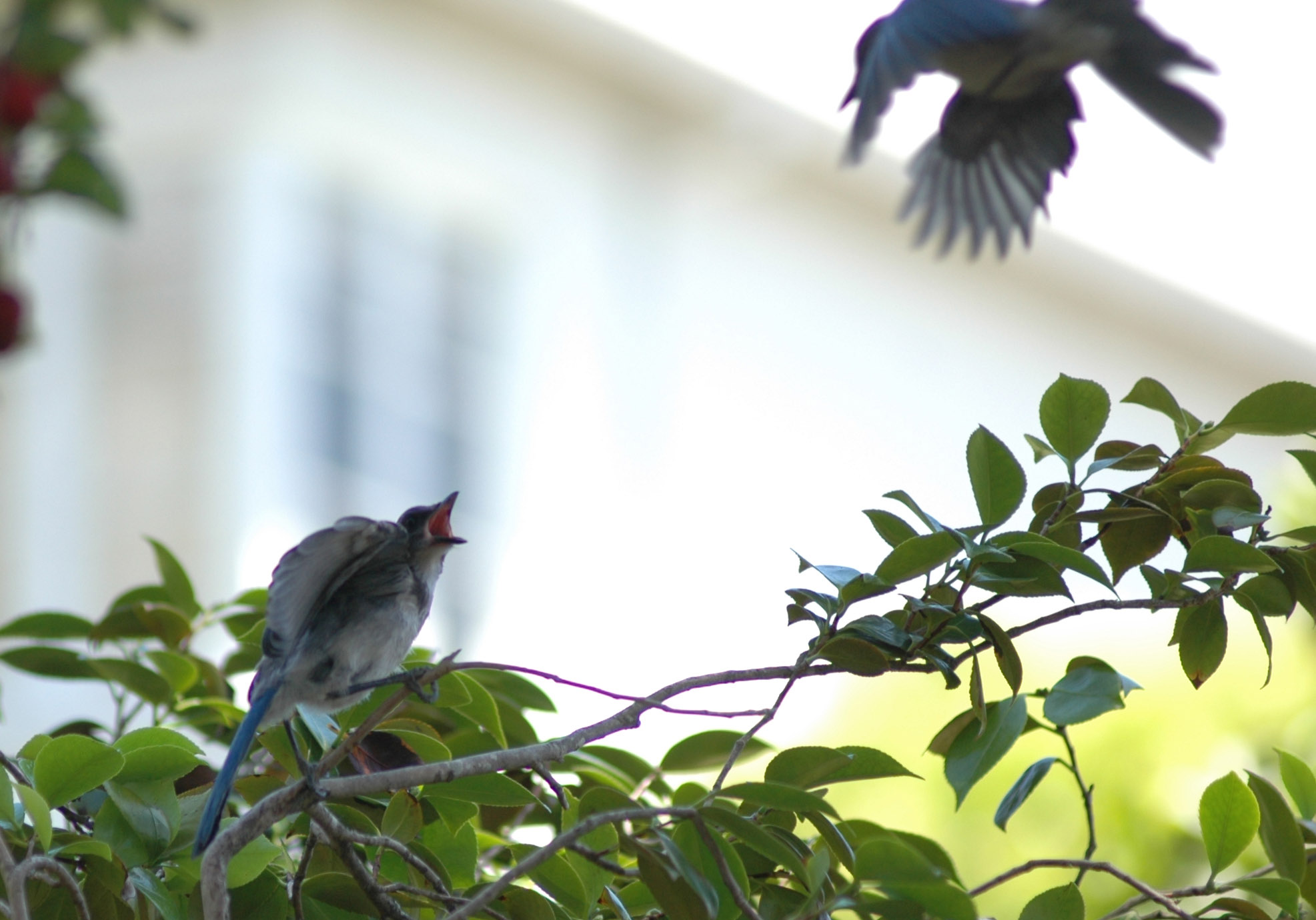
Giovane chiede l'imbeccata nella contea di Alameda.

La stagione riproduttiva comincia verso la fine di febbraio e si estende fino a maggio inoltrato: durante questo periodo, le coppie diventano territoriali, coi maschi che cercano di attrarre potenziali partner mediante vocalizzazioni caratteristiche. Una volta formatasi la coppia, i due partner cercano all'interno del proprio territorio un sito adatto alla costruzione del nido, che viene edificato di norma su un albero o un arbusto a 1-10 m d'altezza.

Il nido, a forma di coppa con ampia piattaforma circostante, ha un diametro di 33-58 cm e viene costruito da ambedue i sessi intrecciando rametti e fibre vegetali, foderandone l'interno con materiale più soffice, come radichette, muschio e pelame. Al suo interno la femmina depone 3-6 uova, che possono essere biancastre o verdine con screziatura irregolare bruna o olivastra, che essa provvede a covare per 16-18 giorni (col maschio che rimane di guardia nei pressi del nido e si occupa inoltre di reperire il cibo per sé e per la compagna intenta a covare).

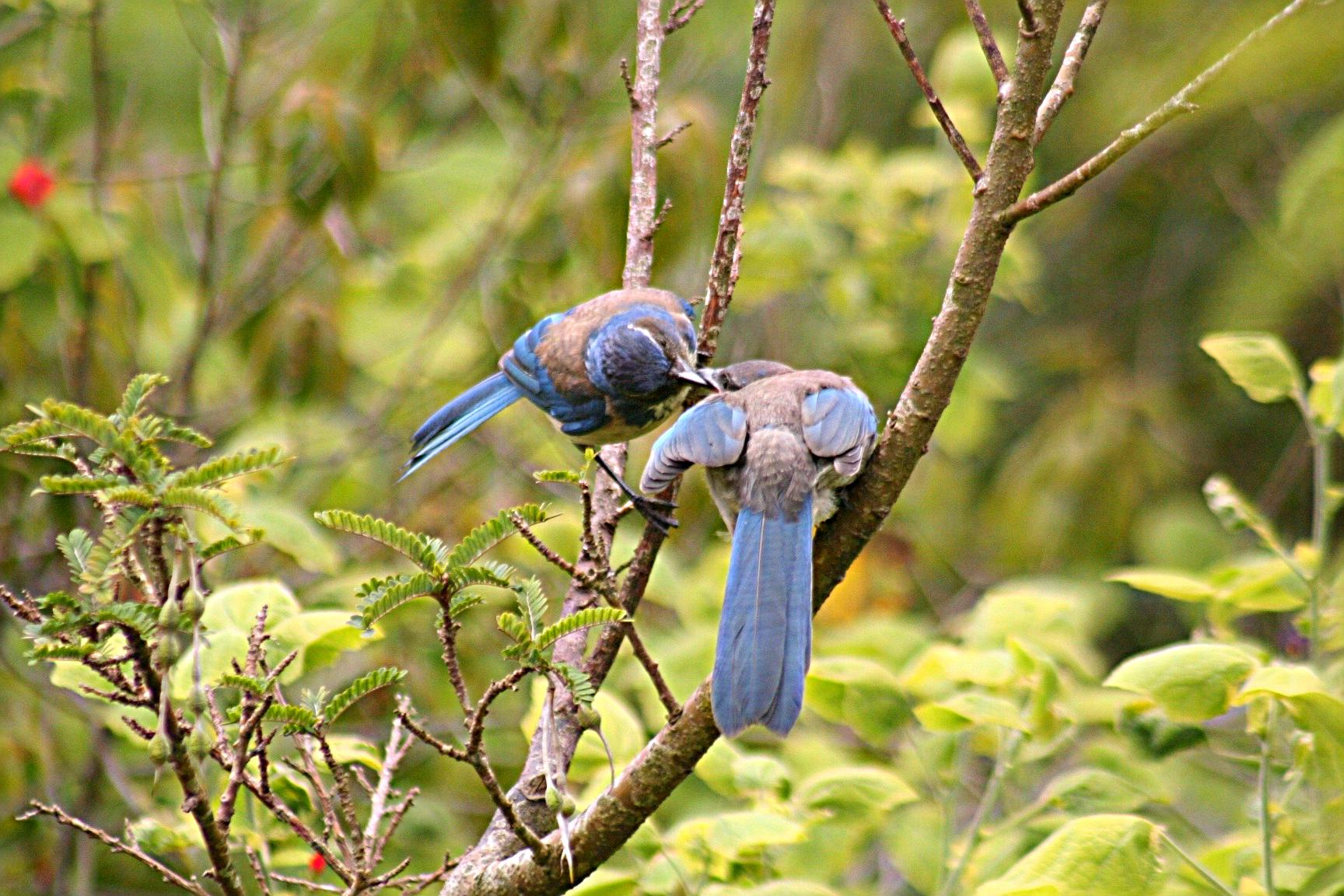
Adulto imbecca un giovane.

Al termine della cova schiudono pulli ciechi ed implumi, che pesano 5,6-7,5 g: durante i primi giorni di vita, essi vengono accuditi dalla sola femmina (la quale viene a sua volta imbeccata dal maschio, che si occupa inoltre di rimuovere le feci dal nido) per la prima settimana di vita, dopodiché al loro allevamento si alternano la madre ed il padre.

I nidiacei, alla schiusa, presentano una piccola cresta carnosa, che scompare entro la prima settimana di vita: essi sono pronti per l'involo fra i 16 ed i 26 giorni di vita, tuttavia non lasciano il nido in maniera definitiva prima del mese e mezzo di vita, continuando a seguire i genitori nei loro spostamenti ancora per molto tempo.
Sebbene la maturità sessuale venga raggiunta attorno all'anno, specialmente i maschi difficilmente arrivano a riprodursi nei primi anni di vita, in quanto per poterlo fare devono prima dimostrarsi in grado di difendere un proprio territorio riproduttivo dove attrarre potenziali compagne.

La speranza di vita di questi uccelli in cattività è di 19 anni e 8 mesi, ma anche in cattività essi raggiungono non di rado i 15 anni e 9 mesi.

## Distribuzione e habitat

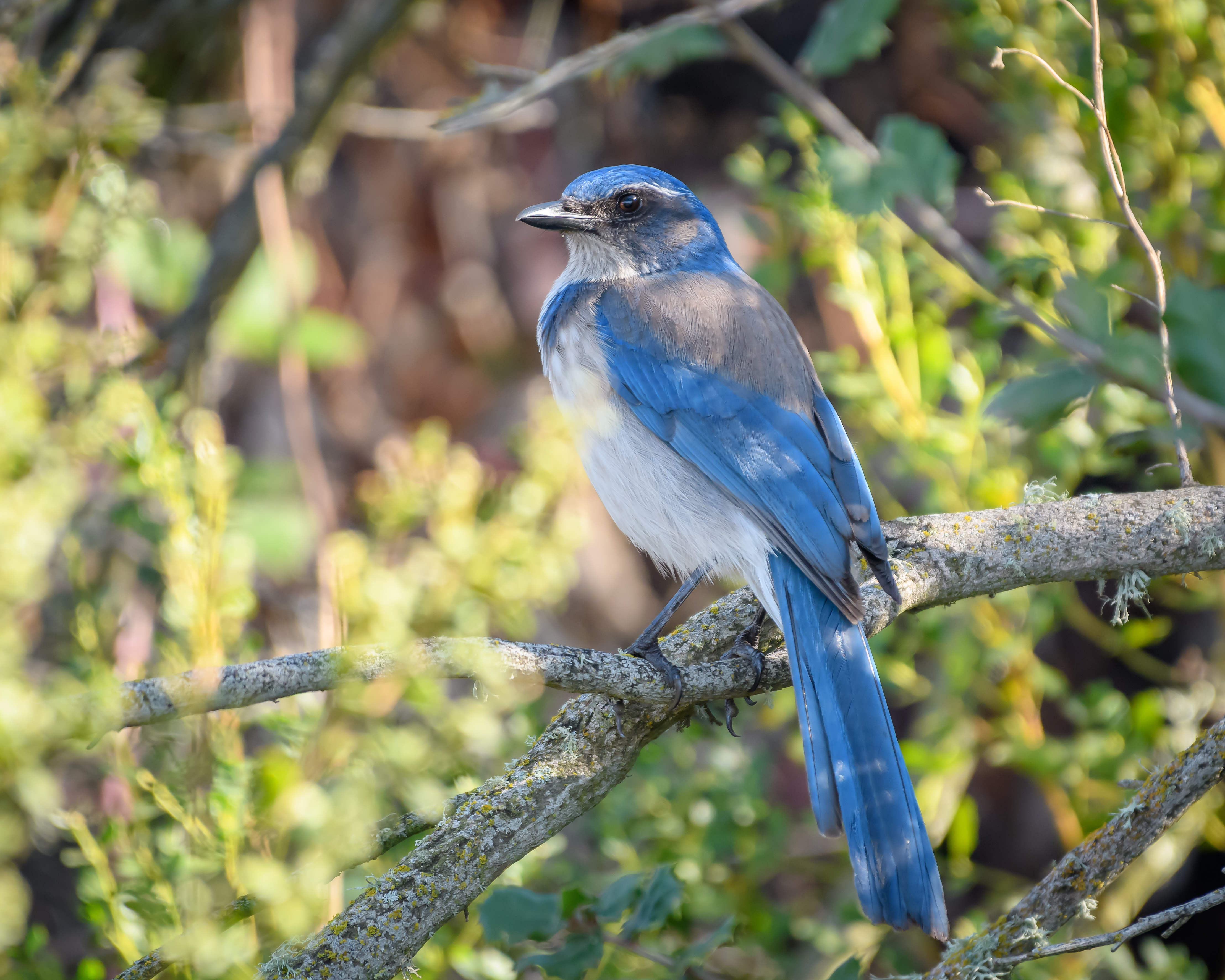
Esemplare a Richmond.

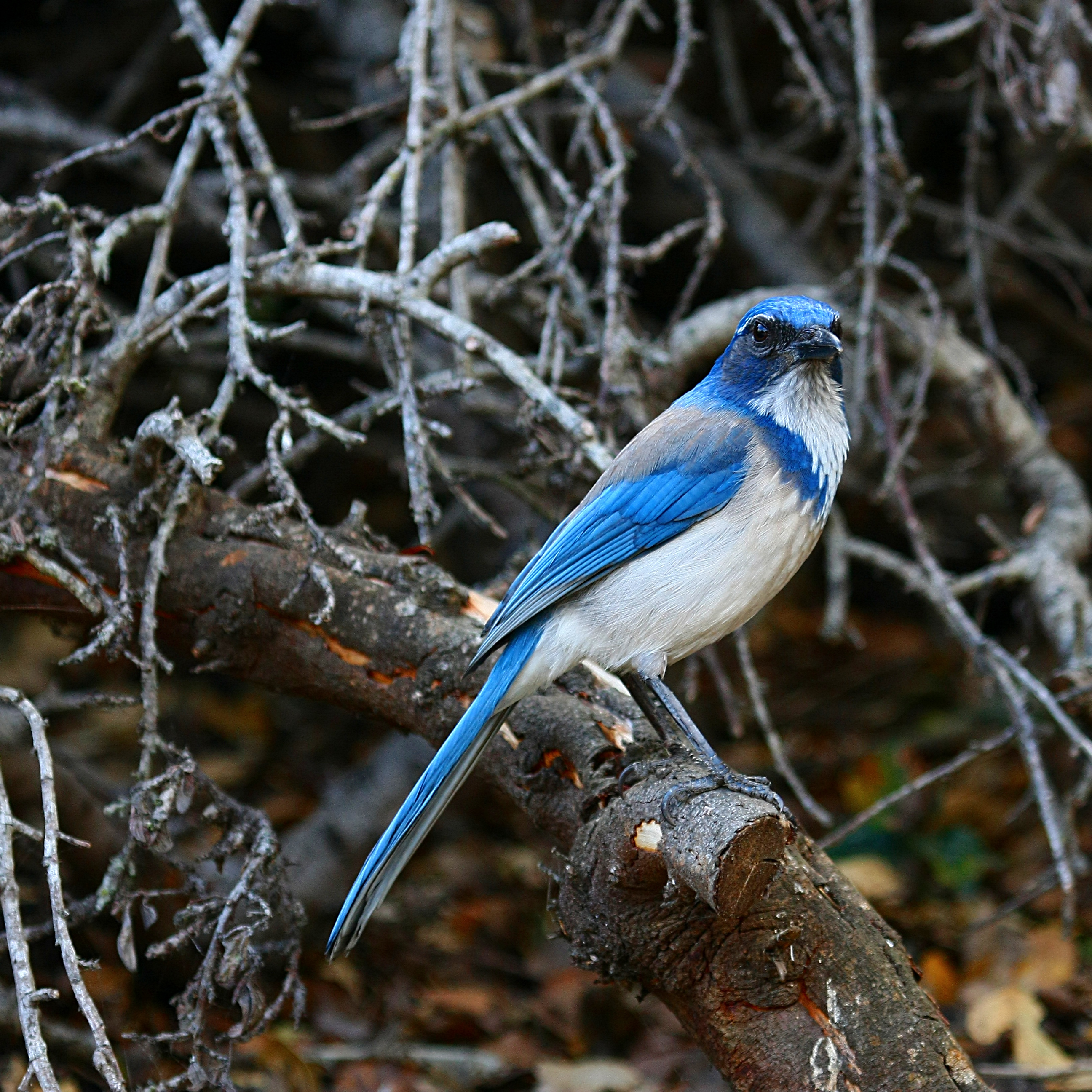
Esemplare in California.

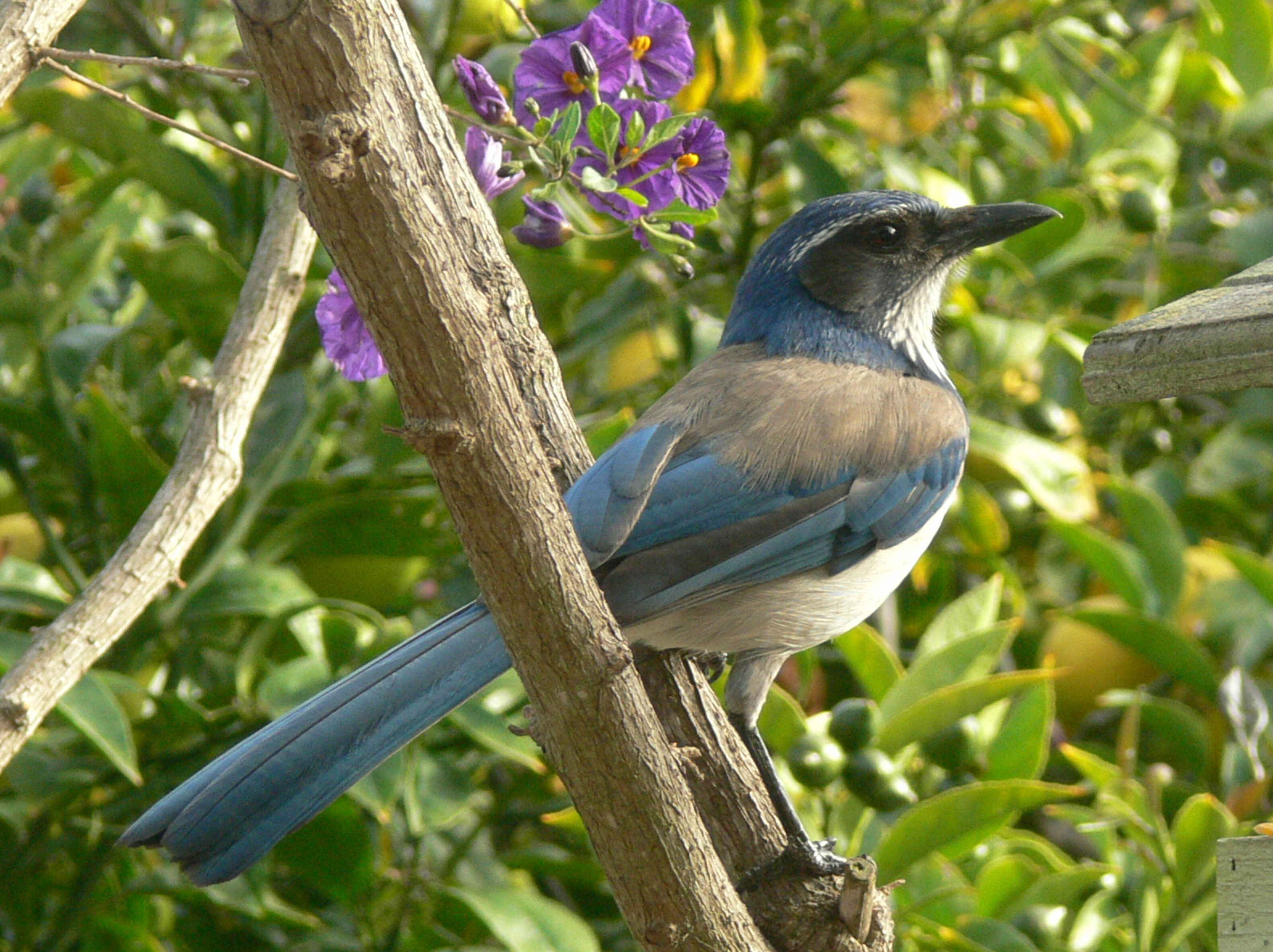
Esemplare a Los Osos.

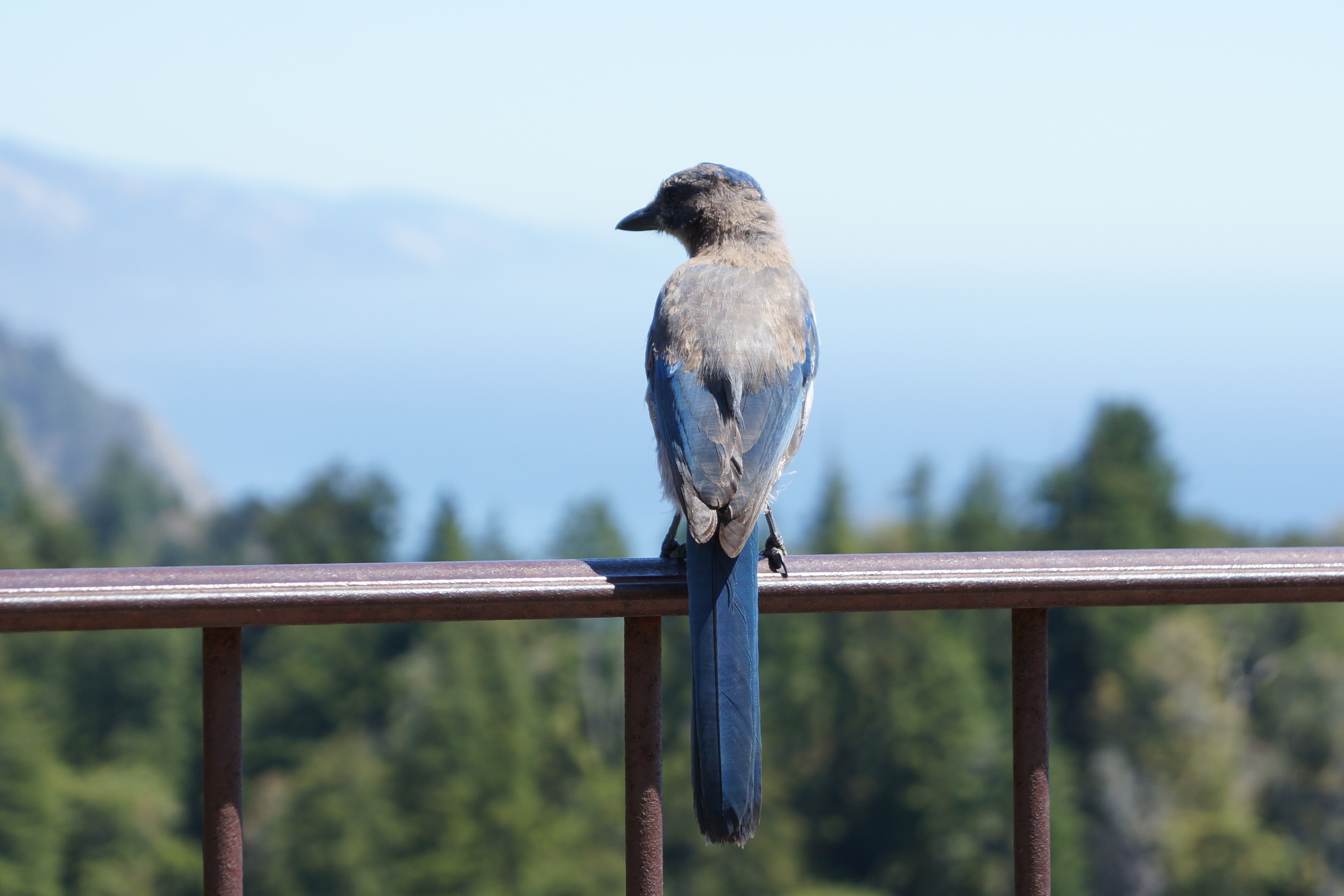
Esemplare nel Big Sur.

Come intuibile dal nome comune, la ghiandaia occidentale è diffusa nella West Coast nordamericana, occupando un areale che va dal sud-ovest dello stato di Washington alla punta meridionale della penisola di Bassa California, attraverso Oregon, California, Nevada occidentale e Baja California: l'areale di questa specie sembrerebbe in espansione in direttrice nord-ovest, con una popolazione che si è stabilita nell'estremo sud-ovest della Columbia Britannica (area di Delta), in Canada.
La ghiandaia occidentale è generalmente residente all'interno del proprio areale: durante la stagione fredda, le coppie delle aree montane possono scendere di quota per reperire il cibo nascosto durante i mesi estivi.
L'habitat di questi uccelli è rappresentato dalle aree di foresta temperata, sia primaria che soprattutto secondaria, sia a predominanza di latifoglie (principalmente querce) che di conifere (ginepri e pini): essi sono presente sia nelle aree costiere che in quelle collinari e montane, fino a 3700 m di quota (sebbene questi uccelli siano maggiormente comuni nelle aree alberate al di sotto dei 2000 m), purché siano presenti aree boschive alternate con altre erbose e cespugliose.
La ghiandaia occidentale non risente particolarmente della presenza umana, colonizzando senza problemi le aree antropizzate ed essendo osservabile con relativa facilità anche nelle aree alberate cittadine, diventando un assiduo frequentatore delle mangiatoie poste nei cortili delle case.

## Tassonomia
Se ne riconoscono 7 sottospecie:
- Aphelocoma californica immanis Grinnell, 1901 - più grande e chiara, diffusa nella porzione settentrionale dell'areale occupato dalla specie (Washington sud-occidentale ed Oregon centrale ed occidentale);
- Aphelocoma californica caurina Pitelka, 1951 - dal blu dorsale più intenso, diffusa lungo la West Coast dal sud dell'Oregon alla contea di Napa;
- Aphelocoma californica oocleptica Swarth, 1918 - grande e dai riflessi purpurei nel piumaggio cefalico, diffusa lungo le pendici di Catena Costiera e Sierra Nevada, dal centro-sud dell'Oregon alla penisola di San Francisco e al Nevada occidentale;
- Aphelocoma californica californica (Vigors, 1839) - la sottospecie nominale, dal ventre grigio e dai riflessi purpurei sulla testa, diffusa in California centrale (dalla contea di San Mateo al sud-ovest della contea di Ventura);
- Aphelocoma californica cana Pitelka, 1951 - piccola e di oclore chiaro, endemica del parco nazionale del Joshua Tree;
- Aphelocoma californica obscura Anthony, 1889 - più piccola e dai colori più intensi, diffusa nella porzione montuosa nord-occidentale del deserto del Mojave e nel nord della Bassa California;
- Aphelocoma californica hypoleuca Ridgway, 1887 - dal ventre chiaro, diffusa nella penisola di Bassa California;

Alcuni autori riconoscerebbero anche una sottospecie cactophila della Bassa California centrale, sinonimizzata con hypoleuca, mentre altri riterrebbero la sottospecie cana un meticcio fra esemplari della popolazione nominale e di obscura.
In passato, anche la ghiandaia di Santa Cruz e la ghiandaia di Woodhouse (con relative sottospecie) venivano accorpate a questa specie, tuttavia attualmente si tende a considerarle come specie a sé stante.